# Apaye
Apaye (inglés: A Mother's Love) es una película de drama biográfico nigeriana de 2014 dirigida por Desmond Elliot. Esta protagonizada por Clarion Chukwura, Kanayo O. Kanayo, Belinda Effah y Mbong Amata. Se estrenó en los cines Silverbird, Isla Victoria, Lagos el 7 de marzo de 2014. Yepayeye, cuenta la historia de la vida y las luchas de la élder Irene Yepayeye Uriah-Dieah, quien era pariente de Goodluck Jonathan.

## Sinopsis
Yepayeye (Clarion Chukwurah) lucha por superar los muchos desafíos que enfrenta como madre soltera de seis hijos y finalmente triunfa al garantizar su rectitud y educación.

## Elenco
- Kanayo O. Kanayo como Emman
- Clarion Chukwura como Yepayeye
- Belinda Effah como Young Yepayeye
- Mbong Amata como Suam
- Caro Michael como Small Yepayeye

## Recepción
Nollywood Reinvented le dio una calificación del 53%, elogiando su historia, dirección, música y concluyó afirmando que a pesar de sus bajas expectativas, en general, Apaye logró ser un "...Placentera sorpresa...".